# 大湊警備府

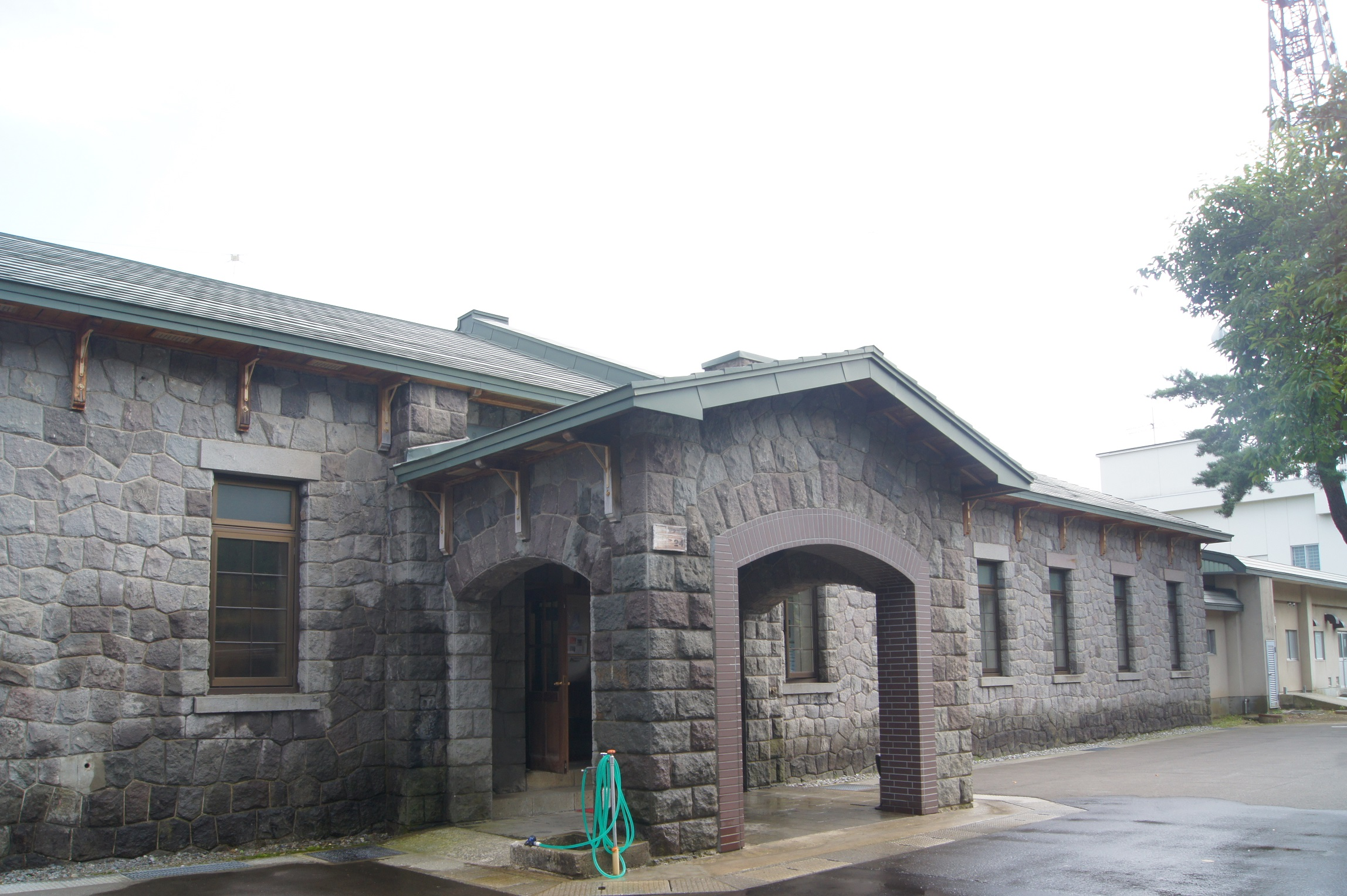
旧大湊要港部会議所（現、北洋館）

大湊警備府（おおみなとけいびふ）は、青森県大湊に所在した大日本帝国海軍の警備府。現在は横須賀地方隊隷下の大湊地区隊が大湊基地に存する（前身の大湊地方隊は鎮守府相当）。
この項では前身の大湊要港部を含めて記述する。

## 沿革
1886年（明治19年）4月22日、「海軍条例」において全国に五つの海軍区を定めた。第五海軍区の範囲は「北海道陸奥ノ海岸海面及津軽海峡」と決められた。1890年（明治23年）2月4日、勅令第7号「第五海軍区鎮守府位置設定ノ件」によって、室蘭鎮守府の設置を内定した。1894年（明治26年）5月、改めて海軍区の担当区域を設定した。第五海軍区は「北海道、陸奥及び陸中国北九戸、南九戸両郡の海岸海面、軍港室蘭」であった。だが室蘭は地形的に太平洋からの攻撃に対して防御が困難であるとの理由で、1895年（明治27年）6月12日に軍港予定地を大湊に変更した。しかし、大湊に鎮守府の設置は実現しなかった。
1900年（明治33年）春から大湊水雷団敷地の造成工事が始められ、1902年（明治35年）8月1日、後に大湊要港部へと発展する大湊水雷団（横須賀鎮守府管下）が開庁し、あわせて大湊海軍修理工場を開設した。1903年（明治36年）9月に第4水雷艇隊（水雷艇4隻）が配属された。
日露戦争において、大湊水雷団は津軽海峡警備を担った。戦後、日本の南樺太領有に伴い、北方方面の警備が重要となり、1905年（明治38年）12月12日、大湊水雷団は大湊要港部へ昇格した。当要港部は、北方海域における警備、権益保護、漁場安全確保、救難救助などに従事した。 1922年（大正11年）8月26日にはオホーツク海で漁業保護任務に従事していた海防艦（防護巡洋艦）「新高」がカムチャッカ半島で転覆沈没し、救難部隊が派遣された。
1938年（昭和13年）11月5日、要港部令の改正で、鎮海、大湊、馬公の各要港部司令官も親補職となった。
1941年（昭和16年）11月20日、大湊要港部は大湊警備府に昇格した。大湊警備府は横須賀鎮守府の隷下にあり、同鎮守府部隊と大湊警備府部隊の担当する警備区域は、第一海軍区である。
太平洋戦争開戦時、大湊警備府の有力な水上艦艇は海防艦3隻と、旧式駆逐艦4隻の第1駆逐隊のみであった。この状況下、千島方面の防備強化、第五艦隊を基幹とする北方部隊への支援、第十二航空艦隊（1943年5月18日新編）への後方支援、海上護衛、対潜掃海等に従事した。
1943年（昭和18年）8月5日、第十二航空艦隊と第五艦隊により北東方面艦隊が新編され、第十二航空艦隊司令長官が北東方面艦隊司令長官を兼任した。軍隊区分において北東方面部隊となり、北海道～千島列島～アリューシャン方面の全海軍作戦を担当した。1944年（昭和19年）12月5日、北東方面艦隊は解隊され、第五艦隊は南西方面艦隊へ転出、第十二航空艦隊のみが北東方面に残った。1945年（昭和20年）2月15日以降、第十二航空艦隊司令長官が大湊警備府長官を兼任する。8月9日から10日にかけての大湊空襲により、大きな被害を受けた。8月15日の終戦を経て日本は降伏、同年11月30日に廃止された。
1953年（昭和28年）9月16日、保安庁警備隊（後の海上自衛隊）によって大湊地方隊として「復活」、地方総監部を設置。他の4地方総監部（横須賀・舞鶴・佐世保・呉）は全て既存の鎮守府から継承した為、大湊のみ、「鎮守府」への実質的な「昇格」を果たす形となっていた。現在は大湊地区隊が横須賀地方隊の隷下となっている。

## 年譜
- 1902年7月24日 大湊海軍修理工場開設
  - 8月1日 大湊水雷団開庁（所在地:大湊村宇田地区、横須賀鎮守府管下）
- 1903年6月 第4水雷艇隊配属
- 1905年12月12日 大湊水雷団、大湊要港部に昇格。
- 1913年 4月1日 大湊水雷敷設隊は大湊防備隊に、大湊要港部信号所は大湊海軍無線電信所に、それぞれ改称。
  - 10月9日 駆逐艦「雷」、大湊港内において3号ボイラ爆発事故により艦体切断し着底。
- 1923年4月1日 要港部令施行（3月24日制定）。大湊要港部知港事を大湊要港部港務部に、大湊海軍修理工場を大湊要港部工作部に、大湊要港部病室を大湊要港部病院に、それぞれ改称。
- 1931年7月19日 工作部兵器工場から出火、10棟を全焼。
- 1932年6月 機械工場新築完成。
- 1933年11月1日 大湊海軍航空隊開隊[12]。
- 1935年9月26日 第四艦隊事件発生。損傷を受けた駆逐艦「初雪」「夕霧」の応急修理工事を工作部で実施。
- 1940年6月29日 千歳から大湊に向かった所属九六式陸上攻撃機が、北海道恵山岬に近い椴法華村（現・函館市）の山腹に濃霧により墜落。搭乗の千歳海軍航空隊司令・松尾鍉蔵大佐、美幌海軍航空隊準備委員長・石原二郎大佐、稚内通信隊司令・岡田要造中佐、千歳海軍航空隊飛行長・塚田正男少佐ほか6名殉職。
- 1941年 11月20日 大湊要港部、大湊警備府に昇格。
  - 12月10日 函館海軍武官府見張所完成。
- 1942年4月1日 室蘭地方海軍武官府開庁。
  - 5月20日 稚内海軍通信隊、幌筵海軍通信隊に改称。
- 1943年
  - 5月18日 第十二航空艦隊新編。
  - 8月1日 建築部、大湊海軍施設部に改称。釧路海軍武官府開庁。
  - 8月1日 大湊潜水艦基地隊新編。
  - 8月5日 北東方面艦隊新編。
  - 10月1日 海軍病院登別分院事務開始。
- 1944年1月17日 大湊警備府札幌事務所及び運輸部札幌出張所設置。
  - 3月10日 宗谷防備隊新編。
  - 4月1日 幌筵通信隊、占守通信隊に改称。第41海軍航空廠、千歳支廠設置。工作部虻田分工場設置。
  - 4月27日 大湊海軍病院竣工式。
  - 6月10日 厚岸防備隊新編。
  - 7月15日 大湊海軍刑務所開庁。
  - 9月1日 大湊海兵団新編。大湊海軍人事部開庁。青森海軍人事部廃止。
  - 10月1日 北東海軍航空隊、美幌で新編し、第十二航空艦隊に編入[13]。第41海軍航空廠、千歳に移転し、大湊を支廠とする。
  - 12月5日 北東方面艦隊解隊[10]。
  - 12月15日 大湊海軍航空隊解隊し、第903海軍航空隊大湊派遣隊に改編。
- 1945年
  - 2月15日 第十二航空艦隊司令長官が大港警備府司令長官を兼務[11]。
  - 4月1日 大湊海軍警備隊開隊。
  - 4月10日 第104戦隊新編[14]。
  - 4月20日 施設部、札幌支部開設。
  - 4月27日 第903海軍航空隊、横須賀鎮守府から大湊警備府に所属替。
  - 5月1日 室蘭、小樽、函館各港湾警備隊開隊。
  - 6月10日 船川在勤海軍武官府開庁。第6陸上輸送隊開隊。
  - 6月15日 豊原在勤武官府開庁。
  - 6月18日 千島根拠地隊が解隊され所属部隊が大湊警備府に編入[注釈 5]、第104戦隊が大港警備府から除かれ第十二航空艦隊に編入[16]。
  - 6月20日 札幌に北海地方海軍部開庁。
  - 6月20日 大湊連合特別陸戦隊開隊。
  - 8月5日 青森港湾警備隊開隊（司令・蒲田静三大佐）。
  - 8月9日 - 10日 大湊空襲
  - 9月8日 米艦隊24隻、大湊湾に入泊。
  - 9月9日 北日本方面緊急占領に関する降伏調印式（米艦隊旗艦「パナミント」艦上）
  - 9月15日 第903海軍航空隊、大湊連合特別陸戦隊等解隊
  - 9月27日 米陸軍1,500名、大湊海兵団に進駐。
  - 10月10日 大湊海兵団解隊。復員収容部、掃海部設置。
  - 11月30日 大湊警備府廃止。

## 歴代司令長官

### 大湊要港部司令官
1. 餅原平二 少将：1905年12月12日 -
2. 大久保保喜造 少将：1907年3月12日 - 1908年5月15日
3. 武富邦鼎 少将：1908年5月15日 - 8月28日
4. 玉利親賢 少将：1908年8月28日 - 1909年12月1日
5. 上泉徳弥 少将：1909年12月1日 - 1911年9月2日
6. 藤本秀四郎 少将：1911年9月2日 - 1912年7月9日
7. 土屋保 少将：1912年7月9日 - 1913年5月24日
8. 栃内曽次郎 少将：1913年5月24日 - 1913年12月1日
9. 上村経吉 少将：1913年12月1日 -
10. 中島市太郎 少将：1914年12月17日 - 1916年4月1日
11. 土屋光金 中将：1916年4月1日 - 1917年12月1日
12. 岩村俊武 中将：1917年12月1日 -
13. 森山慶三郎 中将：1919年12月1日 -
14. 布目満造 少将：1920年10月1日 -
15. 佐藤皐蔵 中将：1921年12月1日 -
16. 大谷幸四郎 少将：1922年12月1日 -
17. 大石正吉 中将：1923年6月1日 -
18. 四竈孝輔 少将：1924年2月5日 - 1925年12月1日
19. 兼坂隆 少将：1925年12月1日 -
20. 島祐吉 少将：1927年12月1日 - 1929年11月30日
21. 八角三郎 少将：1929年11月30日 -
22. 伊地知清弘 少将：1931年3月1日 -
23. 河野董吾 少将：1931年12月1日 -
24. 大野寛 少将：1932年11月15日 -
25. 井上肇治 少将：1933年11月15日 -
26. 山口長南 少将：1934年11月15日 -
27. 真崎勝次 少将：1935年10月7日 -
28. 杉坂悌二郎 少将：1936年3月16日 -
29. 井沢春馬 少将：1936年12月1日 -
30. 下村正助 少将：1937年12月1日 -
31. 星埜守一 中将：1938年11月15日 -
32. 大熊政吉 中将：1940年11月15日 - 1941年11月20日

### 大湊警備府司令長官
1. 大熊政吉 中将：1941年11月20日 -
2. 河瀬四郎 中将：1942年9月15日 -
3. 井上保雄 中将：1943年4月1日 -
4. （兼）後藤英次 中将（本職、第十二航空艦隊司令長官）：1945年2月15日 -
5. 宇垣完爾 中将：1945年3月15日 -
6. （代）鹿目善輔 少将：1945年11月15日 - 11月30日